# Batalha de Cachoeira
A Batalha de Cachoeira ocorreu de 25 a 28 de junho de 1822 , quando a Câmara Municipal de Cachoeira se rebelou contra o governo português da Província da Bahia, e declarou lealdade ao príncipe regente Dom Pedro. Em uma tentativa de impedir uma revolta em larga escala contra o governo da Bahia, o governador Madeira de Melo mandou uma canhoneira para a cidade para intimidar a população. A canhoneira foi derrotada permitindo que outras câmaras de vereadores aderissem a causa nativista e formassem uma junta de governo provisória e permitissem a derrota das forças portuguesas na Bahia, que permitiu que a Independência do Brasil se consolidasse.

## Contexto Histórico
A Província da Bahia estava sob o domínio do governador das armas Inácio Luís Madeira de Melo, que tinha sido nomeado pelas Cortes Portuguesas e era favorável a recolonizarão. A causa da recolonizarão do país era apoiada por comerciantes ligados ao monopólio e pelas tropas oriundas de Portugal. Isso propiciou um poder de fogo poderoso a serviço das forças portuguesas. Por sua vez a elites locais, que dominava as câmaras municipais, que comandavam exércitos particulares, temiam perder os privilégios obtidos com o fim da colonização. Assim, as elites coloniais, os "homens bons", passaram a ver as tropas leais ao príncipe regente como um possível apoio à efetiva descolonização. . Por outro lado, os portugueses planejavam usar a província da Bahia para reconquistar o Rio de Janeiro e recolonizar o Brasil.

## A Batalha
Quando a Câmara de vereadores de Cachoeira declarou sua lealdade a Dom Pedro e se rebelou contra os portugueses, Madeira de Melo enviou uma canhoneira, a fim de impedir uma revolta em larga escala na Província da Bahia.  Na manhã daquele dia 25 de Junho, havia uma organização das tropas locais na Praça da Aclamação. Essa força militar era composta, em sua grande maioria, de civis.  A canhoneira, localizada no leito do rio Paraguaçu, e reagindo a referida mobilização abriu fogo contra a Vila de Cachoeira. Entre os atingidos pelo disparo da embarcação estava Manoel da Silva Soledade, ou Tambor Soledade. A população e a milícia local se mobilizou, para impedir a canhoneira de vitimar outras pessoas. O armamento usado pela população durante o conflito era fabricado de forma improvisada. Apesar dos historiadores não saberem exatamente o que permitiu que os portugueses fossem derrotados, moradores locais hoje em dia teorizam que a baixa maré criou muitos bancos de areia no Rio Paraguaçu. Isso pode ter dificultado os portugueses levando a sua derrota.